# Olga Mykytenko

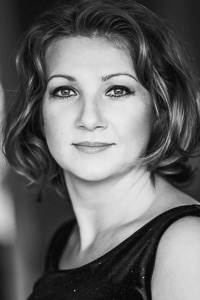
Olga Mykytenko (2012)

Olga Leontijiwna Mykytenko (ukrainisch Ольга Леонтіївна Микитенко, russisch Ольга Леонтьевна Микитенко Olga Leontjewna Mikitenko; * 24. Juni 1974 in Schytomyr, Ukrainische SSR) ist eine deutsche Opernsängerin (Sopran) ukrainischer Herkunft. 1999 erhielt sie den Ehrentitel Verdiente Künstlerin der Ukraine.

## Leben und Wirken
Olga Mykytenko studierte an der Nationalen Musikakademie der Ukraine Peter Tschaikowski bei Galina Suhorukowa. Sie ist Preisträgerin zahlreicher bedeutender Wettbewerbe (2. Preis und Spezialauszeichnung beim Francisco Vinas Wettbewerb in Barcelona 1997, Grand Prix beim Maria-Callas-Wettbewerb in Athen 1997 und 1. Preis beim Königin-Sonja-Wettbewerb in Oslo 2003).
Sie hatte 1995 ihr Bühnendebüt an der National Oper in Kiew und war dort von 1995 bis 2003 als Solistin engagiert. Sie wurde in Kiew eingeladen zum Duo-Concert mit Renato Bruson und Jose Carreras.
Olga Mykytenko gastiert seit 2001 regelmäßig an den führenden europäischen und amerikanischen Opern- und Konzerthäusern, z. B. in Rom, New York (Metropolitan Opera), Barcelona, Berlin (Deutsche Oper), Bayerische Staatsoper, Deutsche Oper am Rhein, Königliche Oper (Stockholm), Hamburger Staatsoper, Köln, Brüssel, Lissabon, St. Petersburg, Toulouse, Salzburg (Großes Festspielhaus), Montpellier, Lyon.
2017 veröffentlichte Olga Mykytenko in der Ukraine ihren philosophischen Roman Solo OM, der auf ihrer persönlichen Biografie beruht. Die deutsche und die englische Version des Buches wurden 2020 veröffentlicht und sind online verfügbar.
2020 erschien die CD „I Vespri Verdiani“,  Verdi-Arien mit dem Bournemouth Symphony Orchestra unter der Leitung von Kirill Karabits.
Im Oktober 2021 hat die Sängerin ihre neue CD "Lichter Sonnenschein" – Lieder von Richard Strauss veröffentlicht.

## Partien
- Mozart – Fiordiligi – Così fan tutte
- Mozart – Donna Anna – Don Giovanni
- Mozart – Gräfin – Le nozze di Figaro
- Gounod – Marguerite – Faust
- Verdi – Amamlia – I masnadieri
- Verdi – Luisa – Luisa Miller
- Verdi – Leonora – Il trovatore
- Puccini – Mimi – La Bohème
- Puccini – Minni – La fanciulla del West
- Puccini – Cio-Cio-San – Madama Butterfly
- Korngold – Marietta – Die tote stadt

## Belege
1. ↑  Biografie Olha Mykytenko (Memento des Originals vom 24. Juli 2016 im Internet Archive)  Info: Der Archivlink wurde automatisch eingesetzt und noch nicht geprüft. Bitte prüfe Original- und Archivlink gemäß Anleitung und entferne dann diesen Hinweis. auf referaty.in.ua; abgerufen am 24. Juli 2016 (ukrainisch)
2. ↑  Solo OM bei Самміт-Книга, abgerufen am 6. November 2018.

| Personendaten    | Personendaten                                     |
| ---------------- | ------------------------------------------------- |
| NAME             | Mykytenko, Olga                                   |
| ALTERNATIVNAMEN  | Mikitenko, Olga Leontjewna                        |
| KURZBESCHREIBUNG | ukrainische Opernsängerin in der Stimmlage Sopran |
| GEBURTSDATUM     | 24. Juni 1974                                     |
| GEBURTSORT       | Schytomyr, Ukrainische SSR                        |